# Canton de Carmaux-Nord
Le canton de Carmaux-Nord est une ancienne division administrative française, située dans le département du Tarn en région Midi-Pyrénées.

## Géographie
Ce canton était organisé autour de Carmaux dans l'arrondissement d'Albi. Son altitude variait de 217 m pour Saint-Benoît-de-Carmaux à 354 m pour Rosières, avec une moyenne de 246 m.

## Histoire
Le canton de Carmaux est créé par une loi du 5 juillet 1889, aux dépens de celui de Monestiés. En 1973, il est scindé en deux cantons de Carmaux-Nord  et de Carmaux-Sud.
Le canton de Carmaux-Nord est supprimé par le décret du 17 février 2014 qui entre en vigueur lors des élections départementales de mars 2015.

### Conseillers généraux du canton de Carmaux (de 1889 à 1973)
| Période | Période           | Identité                               | Étiquette               | Qualité |
| ------- | ----------------- | -------------------------------------- | ----------------------- | --- |
| 1889    | 1895              | Marquis Ludovic de Solages (1862-1927) | Républicain Indépendant | Député (1889-1893 et 1898-1902), conseiller municipal de Blaye Président du conseil d'administration des mines de Carmaux |
| 1895    | 1895 (annulation) | Jean-Baptiste Calvignac                | Socialiste              | Ajusteur aux ateliers de la Compagnie des Mines de Carmaux Maire de Carmaux (1892-1895, 1896 et 1900-1929)                |
| 1896    | 1919              | Justin Soulié                          | Socialiste              | Secrétaire en chef de la mairie de Carmaux Maire de Rosières                                                              |
| 1919    | 1940              | Louis Fieu                             | SFIO                    | Fonctionnaire municipal Député (1932-1940) Maire de Carmaux (1930-1941 et 1942-1944)                                      |
|         |                   |                                        |                         | |
| 1942    | 1945              | Jean Ravailhe                          |                         | Maire de Blaye-les-Mines (1941-1944) Nommé conseiller départemental en 1942                                               |
|         |                   |                                        |                         | |
| 1945    | 1958              | Ludovic Larroque                       | SFIO                    | Chaudronnier Maire de Saint-Benoît-de-Carmaux (1945-1971)                                                                 |
| 1958    | 1964              | Marcel Pradelles                       | PCF                     | Instituteur Conseiller municipal de Carmaux puis de Graulhet                                                              |
| 1964    | 1970              | Ludovic Larroque                       | SFIO                    | Maire de Saint-Benoît-de-Carmaux                                                                                          |
| 1970    | 1973              | Jean-Louis Vareilles (1914-1993)       | SFIO puis PS            | Instituteur, ancien résistant Maire de Carmaux (1947-1977)                                                                |

### Conseillers d'arrondissement du canton de Carmaux (de 1889 à 1940)
| Période                                  | Période | Identité                     | Étiquette    | Qualité |
| ---------------------------------------- | ------- | ---------------------------- | ------------ | --- |
| 1889                                     |         | Pierre-Philippe Cabot        | Conservateur | Docteur-médecin à Carmaux                                                                                   |
|                                          |         | Hippolyte Planty (1858-1928) |              | Mineur, adjoint au maire de Carmaux (1892-1919)                                                             |
| 1919                                     | 1940    | Alfred Rivenc (1887-1962)    | SFIO         | Instituteur puis directeur d'école, maire de Saint-Benoit-de-Carmaux                                        |
| 1940                                     |         |                              |              | Les conseils d'arrondissement ont été suspendus par la loi du 12 octobre 1940 et n'ont jamais été réactivés |
| Les données manquantes sont à compléter. |         |                              |              | |

### Conseillers généraux du canton de Carmaux-Nord (1973-2015)
| Période | Période | Identité             | Étiquette | Qualité                                                                     |
| ------- | ------- | -------------------- | --------- | --------------------------------------------------------------------------- |
| 1973    | 1982    | Jean-Louis Vareilles | PS        | Maire de Carmaux (1947-1977), Président de l'Association des maires du Tarn |
| 1982    | 2001    | Jacques Goulesque    | PS        | Enseignant Maire de Carmaux (1977-1997)                                     |
| 2001    | 2015    | Serge Entraygues     | PCF       | Technicien verrier Maire de Saint-Benoit-de-Carmaux (1996-2009)             |

## Composition
Le canton de Carmaux-Nord comprenait trois communes et comptait 8 717 habitants, selon la population municipale au 1er janvier 2012.
| Communes                | Population (2012) | Code postal | Code Insee |
| ----------------------- | ----------------- | ----------- | ---------- |
| Carmaux                 | 5 789 (1)         | 81400       | 81060      |
| Rosières                | 764               | 81400       | 81230      |
| Saint-Benoît-de-Carmaux | 2 164             | 81400       | 81244      |

(1) fraction de commune.

## Démographie
| 1962 | 1968 | 1975 | 1982 | 1990 | 1999 | 2006  | 2012  |
| ---- | ---- | ---- | ---- | ---- | ---- | ----- | ----- |
| -    | -    | -    | -    | -    | -    | 9 083 | 8 717 |